# Martial Caillebotte
Pour les articles homonymes, voir Caillebotte.
Martial Caillebotte, né le 7 avril 1853 à Paris et mort le 16 janvier 1910 dans la même ville, est un compositeur et pianiste français de la fin du XIXe siècle, précurseur de la musique impressionniste.

## Biographie
Frère de Gustave Caillebotte, célèbre peintre impressionniste, et fils de Martial Caillebotte (1799-1874) remarié en troisièmes noces à Céleste Daufresne (1819-1878), il est issu d'une riche famille bourgeoise propriétaire d'une entreprise prospère de négoce de draps aux armées. En 1860, son père acquiert une propriété de villégiature à Yerres où la famille passe ses étés. En 1867, la famille emménage dans un hôtel particulier construit par son père à l'angle des rues de Miromesnil et de Lisbonne. Martial Caillebotte étudie le piano et la composition au conservatoire de Paris et fut l'élève d'Antoine François Marmontel pour le piano et de Théodore Dubois pour l'harmonie. Il a composé de nombreuses pièces pour piano, quelques œuvres pour orchestre, de la musique religieuse (dédiée à son demi-frère Alfred, curé de Notre-Dame-de-Lorette), des mélodies dans la veine d'Ernest Chausson ou de Camille Saint-Saëns. La plupart de ses œuvres sont restées inédites et à l'état de manuscrit. La position de Martial Caillebotte, très largement éclipsée par l'écrasante puissance de son aîné Gustave avec qui il partagea presque tout, reste aujourd'hui à considérer. Ils sont aussi passionnés de nautisme et s'inscrivent an 1876 comme membres du Cercle de la voile de Paris qui se trouve à Argenteuil, à l'époque haut lieu de la voile prisé des habitants de la capitale et des peintres impressionnistes (dont Monet ou Renoir).
Après la mort de leur mère (le 20 octobre 1878), Gustave et Martial vendent la villa d'Yerres et emménagent ensemble  dans un luxueux appartement du 31 boulevard Haussmann, au coin de la rue Gluck, juste derrière l'Opéra. Ils disposent dès lors d'un héritage suffisamment important pour vivre à l'abri du besoin tout en se consacrant à leurs nombreuses passions. Martial Caillebotte se rend avec Renoir à Bayreuth à l'été 1886 pour communier dans la musique de Wagner dont il est un fervent admirateur. Ils visitent ensuite Dresde et ses collections de tableaux. Martial Caillebotte se marie civilement le 6 juin 1887 et le lendemain religieusement avec Marie Minoret (1863-1931) en l'église Saint-Paul-Saint-Louis, c'est son demi-frère, l'abbé Alfred Caillebotte (1834-1896) qui célèbre la cérémonie. Ayant toujours habité avec son frère, il emménage juste en face à un jet de pierre, 9 rue Scribe, avec sa femme qui lui donne un fils, Jean (1888-1917, mort pour la France), et une fille, Geneviève (1890-1986), descendante qui possède ensuite la majorité des toiles de Gustave Caillebotte. Les deux frères continuent de se rencontrer, mais seuls, car Marie Caillebotte refuse de voir le peintre qui vit en concubinage avec Charlotte Berthier. Gustave Caillebotte a représenté son frère dans au moins quatre tableaux: Jeune homme au piano (1876); Les Orangers (1878); Les Joueurs de cartes (1880) et La Partie de bésigue (1881). En 1892, Martial Caillebotte achète une villa à Pornic près de la plage de  Noëveillard pour passer les vacances.
Après la mort de son frère (en 1894), Martial aide Renoir, exécuteur testamentaire de Gustave, à faire accepter par l'État le legs Caillebotte, composé de soixante-sept œuvres dont quarante seront acceptées. À cette occasion, l'amitié entre les deux hommes se renforce. Renoir peint un tableau de Jean et Geneviève en 1895, tandis que Martial le photographie plusieurs fois.
Également photographe (art qu'il découvre en 1890 grâce à son beau-frère Maurice Minoret), les photos originales de Martial Caillebotte ont été exposées au musée Jacquemart-André puis au Musée national des beaux-arts du Québec entre mars 2011 et janvier 2012, à l’occasion du centenaire de sa disparition. Martial Caillebotte était aussi collectionneur de faïences.
Il meurt le 16 janvier 1910 à son domicile du 9 de la rue Scribe.

## Hommage
En 2013, la ville de Paris décide de la création de la rue Gustave-et-Martial-Caillebotte dans le 20e arrondissement de la capitale.

## Philatélie
Lui et son frère ont constitué, à partir de 1878, une collection de timbres-poste (majoritairement de 1840 à 1880) qui est devenue une des plus importantes de leur temps. Ils ont travaillé avec Thomas Tapling sur l'étude d'émissions importantes, notamment le timbre de 2 pence australien Vue de Sydney. Cette collection a été vendue en 1887 pour la somme considérable de 400 000 francs de l'époque.

## Galerie

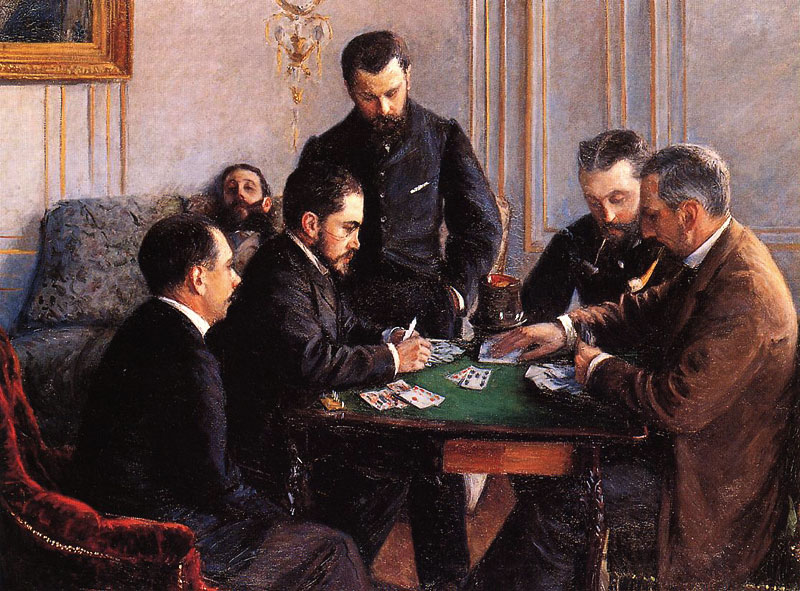
Gustave Caillebotte: La Partie de bésigue (1881, coll. part.). Martial Caillebotte est assis à droite en veste marron.
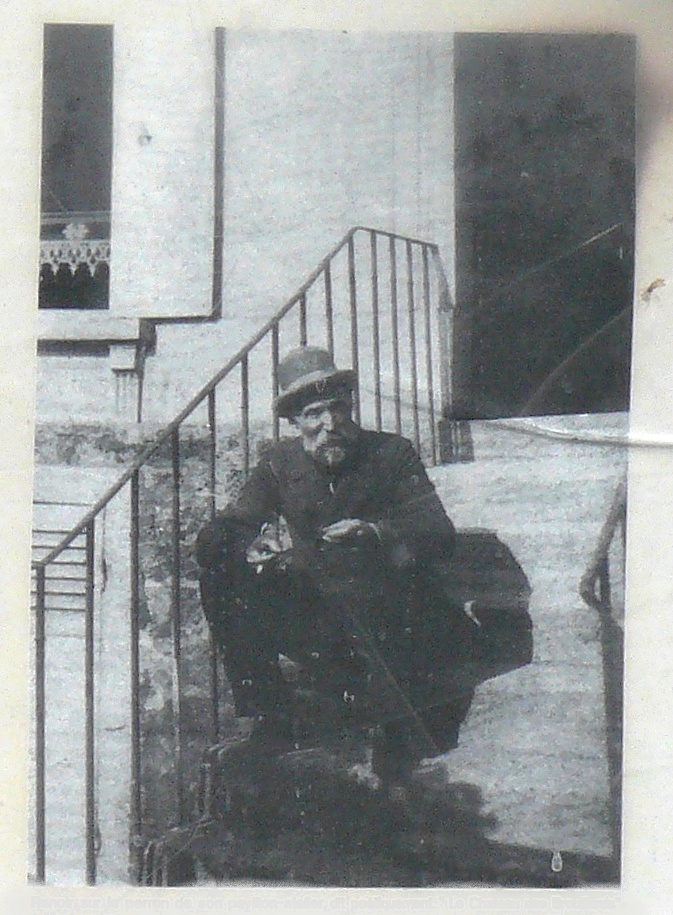
Pierre-Auguste Renoir à Montmartre, photo de Martial Caillebotte vers 1885.
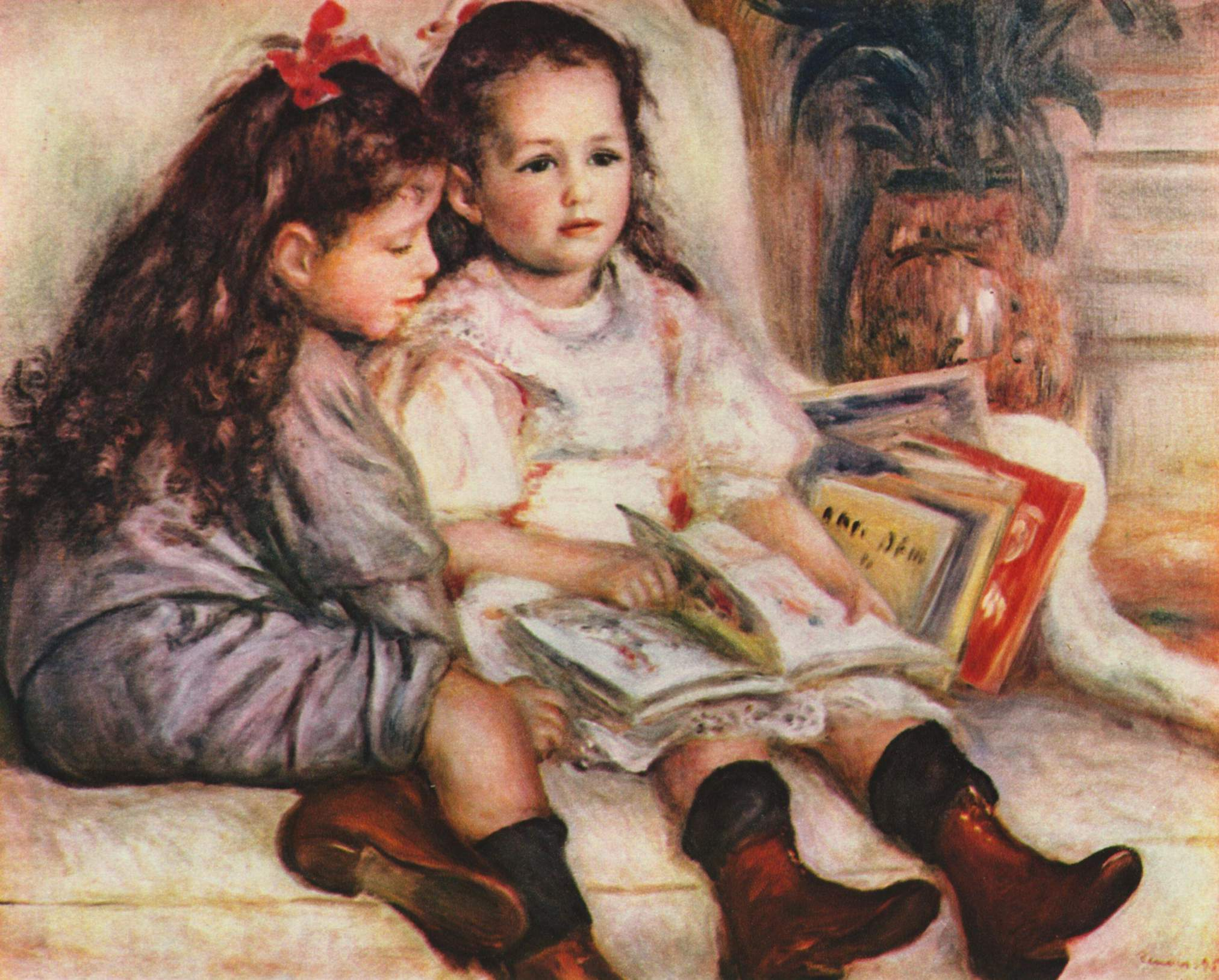
Pierre-Auguste Renoir, Portrait de Jean et Geneviève Caillebotte (1895).
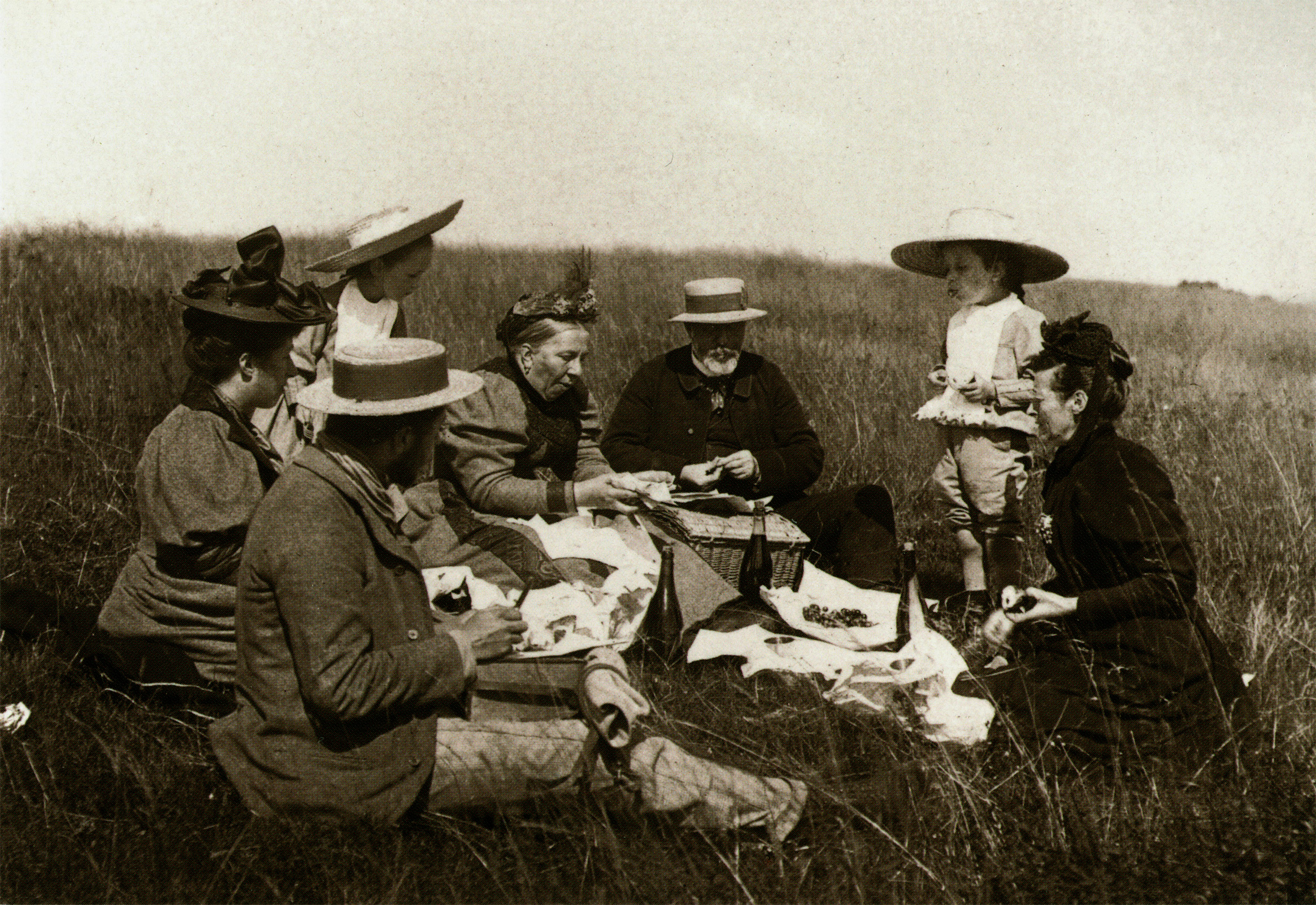
Photographie d'un déjeuner sur l'herbe par Martial Caillebotte.
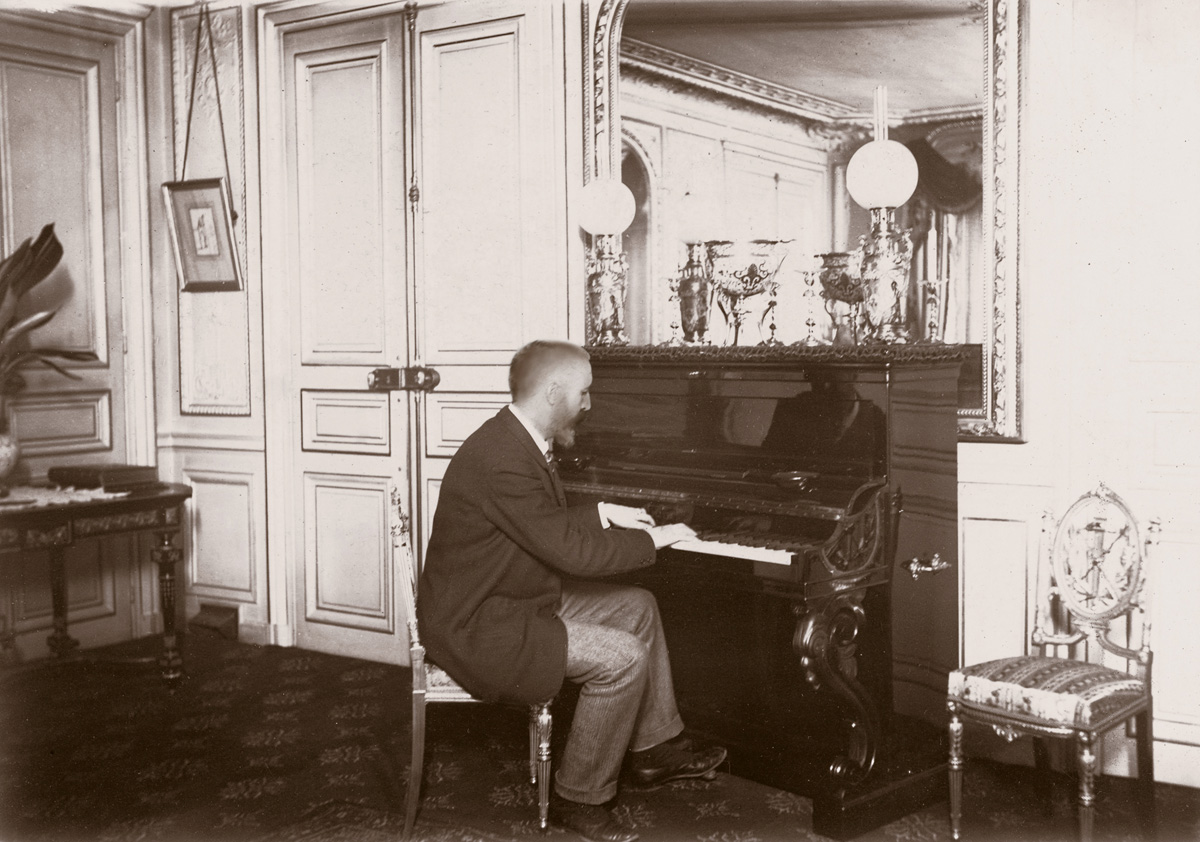
Martial Caillebotte au piano, années 1890.
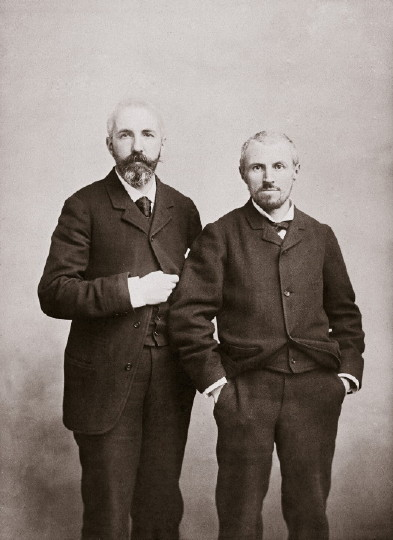
Martial Caillebotte (à gauche) et son frère Gustave.

## Compositions musicales
- 1875 — L'Éventail, opéra comique (manuscrit)
- 1878

— Valse pour piano (éditeur : Veuve Girod)
— Don Paez, poème dramatique d'après Alfred de Musset (éditeur : Veuve Girod)
- 1882 — Dies Irae[13], pour soli, chœur et orchestre (éditeur : Hartmann)
- 1884

— L’Enfant prodigue, épisode biblique pour soli, chœur et orchestre — livret de Charles Grandmougin (éditeur : Hartmann)
— Scènes et Mélodies, piano-chant (éditeur : Hartmann) : (Mon âme a son secret ; Le Nuage (Théophile Gauthier) ; Mignonne, allons voir (Ronsard) ; Chanson (Olivier Basselin). Enregistrées par Mario Hacquard, Claude Collet et Pascal Dessein.
- 1887

— Psaume CXXXII - Ecce quam bonum, pour soli, chœur et orchestre (éditeur : Hartmann), dédié à l'abbé Alfred Caillebotte
— Airs de ballets, pour piano (éditeur : Hartmann)
- 1889

— Le Désespéré, pour soli, chœur et orchestre - poème de Charles Grandmougin (éditeur : Hartmann)
— Une journée, scène pour chœur et orchestre — poème d’ Édouard Blau (éditeur : Hartmann)
— Martial Caillebotte commence la composition de Roncevaux, son opéra resté manuscrit
- 1891 — Livret de Roncevaux, drame symphonique en trois parties, poème d’Édouard Blau (imprimerie Chaix)[14]
- 1893 — Deux moines, scène pour basse et piano d'après les « Légendes chrétiennes de la Basse Bretagne » de F. M. Luzel
- 1896 — Messe solennelle de Pâques[15] (manuscrit)
- 1906 — Les Deux cortèges, mélodie pour soprano et piano, poème de Joséphin Soulary (1887)

## Autres compositions de Martial Caillebotte, manuscrites et non datées
- Guido et Ginevra, scène et final
- Le Dieu et la Bayadère, entrée d'Olofar
- Hans Carvel, mélodie pour basse et piano, poème de Jean de la Fontaine
- Trio bouffe, pour ténor, baryton, basse et piano

## Discographie
- Musique de Martial Caillebotte par Mario Hacquard, baryton, Claude Collet et Pascal Dessein, piano, coréalisation Culturespaces et Hybrid'music (2011)
- Messe solennelle de Pâques par l'Orchestre Pasdeloup et le Chœur Vittoria d’Île-de-France, dir. Michel Piquemal (disque Sisyphe020)- 2012 - Écouter un extrait.
- Une journée par l'Orchestre Pasdeloup et le Chœur Vittoria d’Île-de-France, dir. Michel Piquemal (disque éditions Hortus)- 2015 - Écouter un extrait.
- Martial Caillebotte: Airs de ballet  par Anacole Daalderop, piano, (Live Again Production-1998) Écouter un extrait.